# 1572 w polityce

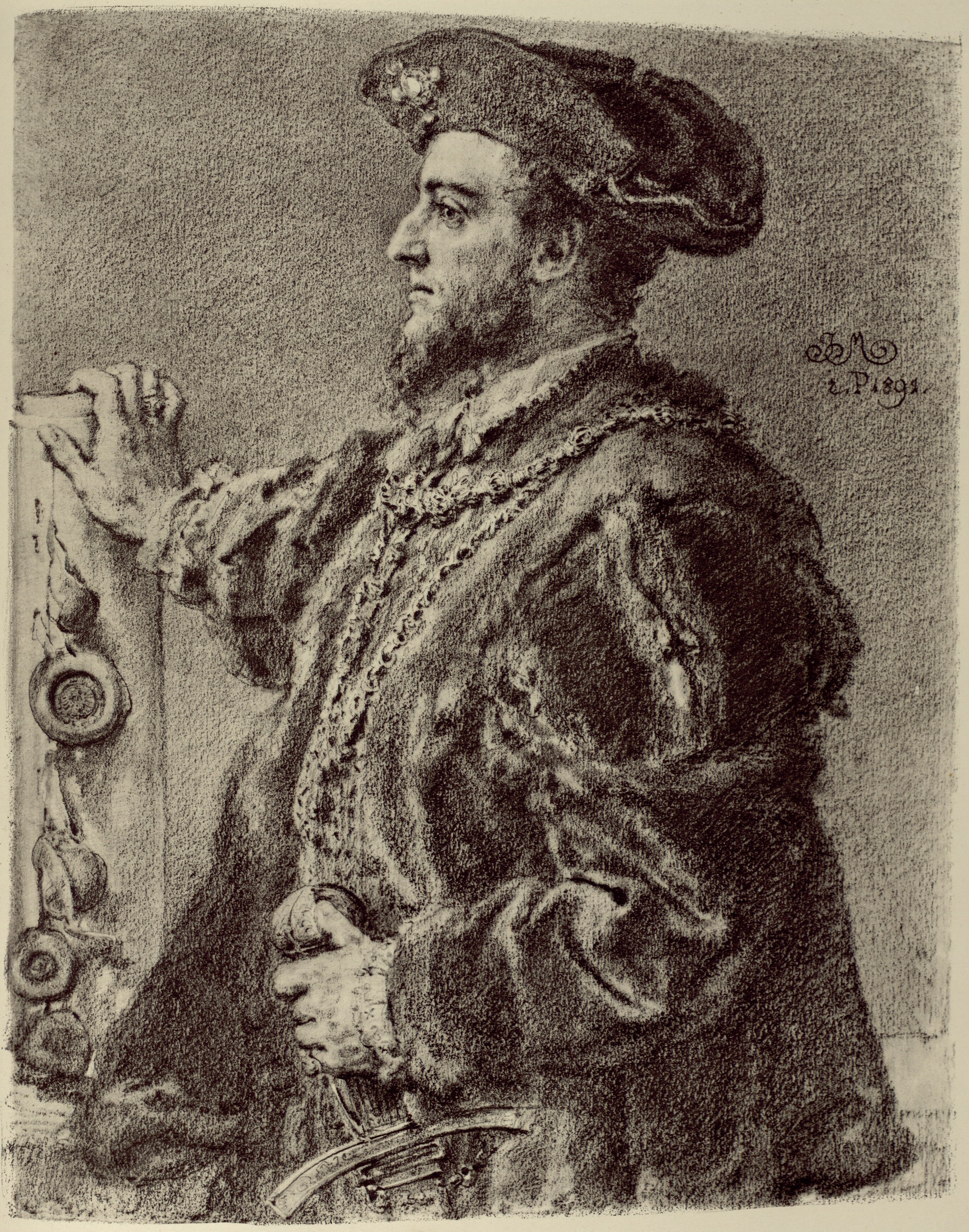
Zygmunt II August

Wydarzenia polityczne w 1572 roku.

## Wydarzenia
- 2 czerwca Thomas Howard, 4. ksiażę Norfolk został ścięty za zdradę[1].
- 25 października - 2 listopada, Kaski, zjazd senatorów, który potwierdził, że Jakub Uchański został interrexem[2].

## Urodzili się
- Zygmunt Batory, książę Siedmiogrodu[3].

## Zmarli
- 28 lutego Katarzyna Habsburżanka, trzecia żona Zygmunta II Augusta[4].
- 7 lipca Zygmunt II August, ostatni król Polski z dynastii Jagiellonów[5].
- Andrzej Frycz Modrzewski, sekretarz królewski i pisarz[6].